# Ophioplinthus pseudotessellata
Ophioplinthus pseudotessellata är en ormstjärneart som beskrevs av Martynov och Litvinova 2008. Ophioplinthus pseudotessellata ingår i släktet Ophioplinthus och familjen fransormstjärnor. Inga underarter finns listade i Catalogue of Life.